# Teddy Pilette
Theodore "Teddy" Pilette-Vlug, född 26 juli 1942 i Bryssel, är en belgisk racerförare.

## Racingkarriär
Pilette är mest känd som CanAm- och formel 5000-förare och han blev Europamästare i den senare klassen 1973 och 1975.
Pilette körde för Brabham i formel 1 i hemmaloppet på Nivelles-Baulers 1974, i vilket han kom på sjuttonde plats. Säsongen 1977 deltog han i tre lopp för BRM, men han lyckades inte kvalificera sig till något av loppen. Därefter var hans F1-karriär slut.

## F1-karriär
| Säsong | Stall/Tillverkare | Poäng | Placering |
| ------ | ----------------- | ----- | --------- |
| 1974   | Brabham-Ford      | 0     | –         |
| 1977   | BRM               | 0     | –         |